# Henderson (Nevada)
 For alternative betydninger, se Henderson. (Se også artikler, som begynder med Henderson)
Henderson er en by i Clark County i Nevada, USA. Det er den næststørste by i Nevada efter Las Vegas. Ved folketællingen i 2020 var der 317.610 indbyggere i Henderson, som ligger i Las Vegas Valley ca. 26 km sydøst for Las Vegas' centrum.
Henderson er det største industriområde i Nevada med produktion af titanium og kemikalieindustri.
Henderson fik status af by ("city") i 1953. Byen er opkaldt efter den amerikanske senator fra Nevada Charles Henderson (1873-1954).

## Historie
Henderson opstod i begyndelsen af 1940'erne under anden verdenskrig med opførelsen af et magnesiumsværk. Henderson blev hurtigt den største leverandør i USA af magnesium, som blev kaldt "mirakelmetal" under anden verdenskrig. Værket forsynede USA's krigsministerium med magnesium til brandbomber og flymotorer og andre ting. En fjerdedel af alt amerikansk magnesium i krigstiden kom fra Henderson-fabrikken, som brugte 25 % af elkraften fra Hoover Dam til at udvinde metallet ved elektrolyse.
Magnesiumproduktionen blev indstillet efter krigen, og faciliteterne solgt til private virksomheder.